# Stephen Full
Stephen Williams Olson (Chicago, Illinois; 13 de noviembre de 1969), conocido como Stephen Full, es un actor, comediante y músico estadounidense. Conocido por su papel de Ash en la serie Estoy en la Banda y por ser la voz de Stan en Stan, el perro bloguero, papel que logró una nominación en los Premios Primetime Emmy.

## Vida privada
Full se casó con la actriz Annie Wersching en su casa de Los Ángeles en septiembre de 2009. Él y su esposa dieron la bienvenida a su primer hijo, Freddie Full Wersching, el 8 de agosto de 2010, en Los Ángeles, California. Tuvieron dos hijos más: Ozzie (nacido en agosto de 2013) y Archie (nacido en noviembre de 2018).
El 29 de enero de 2023 enviudó a raíz del fallecimiento de su esposa.

## Filmografía
| Año         | Nombre                  | Personaje | Notas                                           |
| ----------- | ----------------------- | --------- | ----------------------------------------------- |
| 1999        | Hijos del trueno        | Jackson   | 1 episodio                                      |
| 2007        | Bones                   | Camarero  | Episodio "Brillando en la vieja casa de piedra" |
| 2007        | Hannah Montana          | Director  | Episodio "Eso es lo que son para un amigo"      |
| 2007        | Playing Chicken         | Tall Guy  | Película para televisión                        |
| 2008        | Finish Line             | Mustafa   | Película para televisión                        |
| 2008        | iCarly                  | Cliente   | Episodio "La deuda"                             |
| 2009 - 2011 | Estoy en la banda       | Ash       | Papel principal                                 |
| 2010        | Castle                  | Benny     | Papel secundario                                |
| 2012 - 2015 | Stan, el perro bloguero | Stan      | Papel principal: serie de Disney Channel        |